# Matronas en Sudáfrica
Las parteras en Sudáfrica son enfermeras que se centran en el cuidado de las mujeres embarazadas y el parto. Las  matronas tienen la capacidad de actuar independientemente en casos de embarazos saludables y partos sin problemas pero pueden derivar pacientes a ginecólogos u obstetras cuando se diagnostican complicaciones. La mayoría de las mujeres embarazadas en Sudáfrica utilizan el sistema público de salud, y la mayoría de estos cuidados son brindados por parteras.

## Historia
La primera enfermera partera registrada en el mundo fue la hermana Louisa Jane Barrett, que recibió capacitación en Kimberley, Sudáfrica, en 1891. Casi no hay documentación sobre quién atendía los nacimientos en Sudáfrica antes del comienzo de la colonización holandesa en 1652. A partir de 1652, las parteras podían funcionar de forma independiente para lo cual estaban certificadas y contaban con una licencia. Entre 1948 y 1991, el sistema de segregación racial del apartheid en Sudáfrica influyó en la forma en que se estructuraba y organizaba la formación en enfermería. 

### Restricciones
En la década de 1960, la mayoría de las mujeres en Sudáfrica daban a luz en hospitales, ya que se creía que este era el mejor lugar para nacer. Además, los hospitales tanto en el sector público como en el privado no daban soporte a las matronas independientes permitiéndoles usar sus instalaciones. Las parteras asumieron los puestos de 'enfermeras obstétricas', desde los que trabajarían en centros de salud bajo la guía de obstetras. 

### Sistema Nacional de Salud (1994-presente)
En 1994, el Sistema Nacional de Salud implementó un enfoque de atención primaria sanitaria para mejorar el acceso a los servicios de atención médica de las comunidades desfavorecidas. Junto con los otros Estados miembros de las Naciones Unidas, en 2000, Sudáfrica se comprometió a colaborar en el logro de un conjunto de objetivos de desarrollo mundial para 2015 llamados Objetivos de Desarrollo del Milenio . Sin embargo, Sudáfrica no logró los Objetivos del Milenio para la salud materna. En los años siguientes, se han implementado diferentes políticas y programas para mejorar la atención materna y los índices de mortalidad infantil.  Los profesionales de la salud también están intentando un nuevo modelo de capacitación interprofesional integrado para mejorar los resultados en atención materna.

## Licencia
En Sudáfrica, la profesión de comadrona está regulada por la Ley de Enfermería, Ley N.º 3 de 2005. El Consejo Sudafricano de Enfermería (SANC) es el organismo regulador de la partería en Sudáfrica. La capacitación incluye aspectos de partería, enfermería general, enfermería comunitaria y psiquiatría, y puede lograrse como un título (diploma) en cuatro años.

### Diploma Avanzado en Partería
El objetivo principal de esta cualificación es formar matronas competentes que brinden atención de partería científica, integral, segura y de calidad a pacientes, familias y comunidades dentro del marco legal y ético. Al completar con éxito esta calificación, la persona es elegible para registrarse en el SANC como partera. Todas las evaluaciones se llevan a cabo de acuerdo con la política de evaluación del Reglamento relativo a la acreditación de instituciones como instituciones de educación en enfermería (NEI). Esta calificación permite la empleabilidad internacionalmente.

### Diploma de Postgrado en Partería
El propósito de esta calificación es obtener conocimiento y experiencia en partería como especialidad, incluida una monitorización sistemática de pensamientos, prácticas y métodos de investigación en el campo de la partería. Los objetivos incluyen exámenes de detección, prevención de enfermedades, lesiones, complicaciones, gestión apropiada y derivación de pacientes a profesionales sanitarios adecuados. Todas las evaluaciones deben estar alineadas con la Política de Evaluación de la Institución de Educación de Enfermería / Partería (NEI). El Diploma de Postgrado se articula con una maestría en Enfermería en el nivel 9 de NQF. Esta calificación permite la empleabilidad internacionalmente.

### Licenciatura en Enfermería y Partería
Esta cualificación tiene como objetivo capacitar a profesionales de enfermería y matronas profesionales competentes que tendrán la capacidad de actuar en una amplia gama de entornos de servicios de atención médica. Al completar con éxito esta calificación, la persona es elegible para registrarse en el organismo legal pertinente (actualmente el SANC) como Enfermera Profesional y Partera. El registro lleva asociada la licencia  para ejercer como enfermera profesional y partera. Todas las evaluaciones deben realizarse de acuerdo con la política de evaluación del NEI. Esta calificación permite la empleabilidad internacionalmente.

## Áreas de trabajo

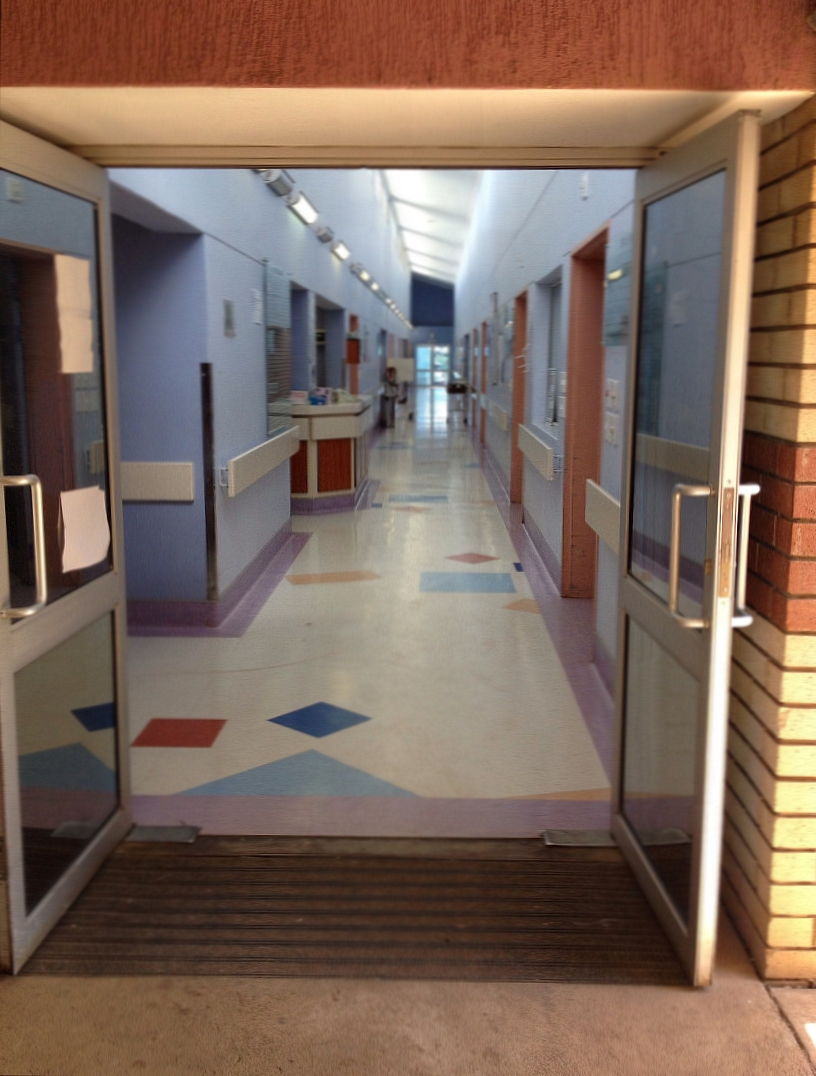
En el interior de la sala de maternidad en el Hospital de San Patricio en el Cabo Oriental.

Los servicios primarios de maternidad son proporcionados por matronas del sector público, como parte del Plan Nacional de Salud de Sudáfrica. No obstante, las matronas del sector público trabajan de manera interdependiente con médicos en entornos de atención médica secundaria y terciaria.
En el sector privado, las matronas pueden ser empleadas por un hospital y trabajar de manera interdependiente con obstetras de modo que la partera solo brinda atención durante el parto; o también pueden ejercer de forma independiente y solo requieren la asistencia de obstetras para emergencias.
Las parteras no pueden recetar medicamentos, como sulfato de magnesio y oxitocina, que se usan para tratar la preeclampsia y la hemorragia posparto, respectivamente. Las matronas dependen de los médicos para esto. Sin embargo, debido a la escasez de médicos, algunas parteras pueden correr el riesgo saliéndose de su alcance profesional al recetar medicamentos.

## Escasez actual
Desde 2007 ha habido una escasez de matronas en Sudáfrica. Esta escasez a la hora de atender a lasmujeres embarazadas en el sector privado se percibe como una de las razones de la alta tasa de partos realizados por cesárea . La colaboración de comadronas y obstetras sería beneficiosa para la atención de maternidad una vez que se aborden los impedimentos críticos para lograr tal asociación. Se han reportado mejoras en el conocimiento de las parteras en el Cabo Oriental que han completado el manual de Cuidado Materno.
Entre 1996 y 2005, Sudáfrica produjo casi un 42% menos de matronas y graduadas en enfermería en las instituciones educativas nacionales. Hay pocas parteras cualificadas y muchas de las jóvenes graduadas no ejercen. Otro obstáculo es la falta de reconocimiento de las cualificaciones postbásicas. Además, a diferencia de los médicos residentes, las parteras deben pagar sus propios estudios, deben dejar de trabajar para asistir a conferencias y no reciben reconocimiento como "especialistas" por sus habilidades adicionales. Estas parteras generalmente dejan el ámbito hospitalario  para convertirse en administrativas, donde obtienen más probabilidades de ganar un salario más alto y ser promovidas profesionalmente.

## La tradición de la comadronaAbabelithisi

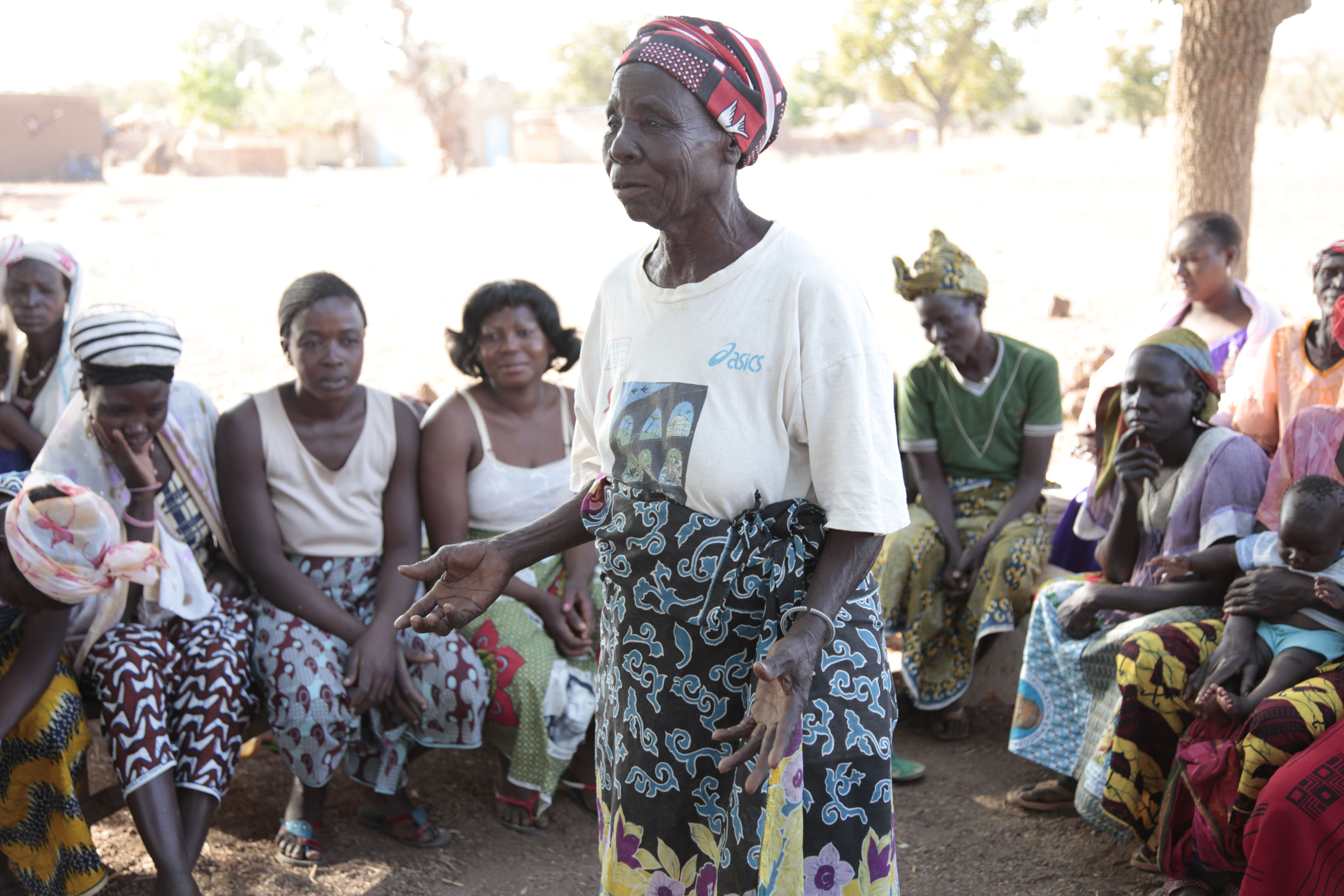
Una partera tradicional, o ababelithisi, mientras mantiene una discusión con la comunidad.

La partera tradicional, a menudo denominada ababelithisi, ha desempeñado un papel integral en la medicina africana durante siglos. Todavía existe un uso generalizado de las parteras tradicionales debido a las creencias espirituales y la dificultad para acceder a los servicios formales de atención médica. La mayoría de las parteras se encuentran en zonas rurales y asentamientos precarios. Las ababelithisi suelen ser mujeres de edad avanzada que han sido parteras durante décadas y son muy respetadas en sus comunidades por su experiencia obstétrica y ritual. Manejan los problemas prenatales y ayudan a las mujeres embarazadas durante los partos. También son responsables del baño ritual de la madre, la eliminación de las placentas, el suministro de medicamentos curativos y el masaje tradicional después del parto. En casos de parto difícil o complicaciones, un sanador tradicional o inyanga puede actuar como consultor o asistente. 
La Ababelithisi puede brindar asesoramiento sobre diversos aspectos de la atención posparto, como el cuidado del cordón umbilical, la lactancia, el matrimonio, la anticoncepción y la fertilidad. Los requisitos para las mujeres que aspiran a ser parteras tradicionales incluyen tener dos hijos propios y capacitación durante un período de 15 a 20 años antes de que puedan asumir este respetado título. Sus servicios son gratuitos; sin embargo, generalmente se les hacen donaciones en forma de regalos. 

### Reconocimiento gubernamental
En 1977, la Organización Mundial de la Salud (OMS) reconoció formalmente la importancia de colaborar con los curanderos tradicionales (incluidas las parteras tradicionales). La encuesta de 2001 de la OMS sobre el estado legal de la medicina tradicional y complementaria / alternativa reveló que el 61% de las 44 naciones africanas encuestadas tenían reglamentaciones legales con respecto a la medicina tradicional y no todas las políticas nacionales se habían implementado. Desde entonces se han realizado esfuerzos cada vez mayores para incluir formalmente a los curanderos tradicionales en la atención primaria de salud, incluida la atención y prevención del VIH / SIDA. En Sudáfrica, se redactó el "Proyecto de ley de profesionales de la salud tradicionales de 2003". Ciertas secciones de la Ley de profesionales de la salud tradicionales, Ley N.º 35 de 2004, entraron en vigor el 13 de enero de 2006. Se están realizando esfuerzos para desarrollar una farmacopea de medicamentos tradicionales. La Estrategia de Medicina Tradicional de la OMS 2014–2023 se desarrolló y lanzó en respuesta a la resolución de la Asamblea Mundial de la Salud sobre medicina tradicional (WHA62.13). La estrategia tiene como objetivo apoyar a los Estados miembros en la implementación de planes de acción y políticas que fortalezcan el papel que desempeña la medicina tradicional para mantener a las poblaciones saludables.

## Órganos reguladores
- El Consejo de Enfermería de Sudáfrica, que controla la educación y la práctica de la partería.
- La Organización Democrática de Enfermería de Sudáfrica (DENOSA), que representa tanto a las enfermeras como a las parteras, ahora está afiliada a organismos internacionales como el
- Consejo Internacional de Enfermería .[4]